# Den israelsk-arabiske konflikt
Den israelsk-arabiske konflikt (arabisk: الصراع العربي الإسرائيلي, hebraisk: הסכסוך הישראלי-ערבי) er en konflikt i Mellemøsten mellem på den ene side de så kaldte arabiske stater i Den Arabiske Liga og på den anden side Israel, hvilken har pågået siden begyndelsen af 1900-tallet. Årsagen til konflikten tilskrives delvist en stigning i graden af zionisme og arabiske nationalisme mod slutningen af det 19. århundrede, hvilket delvist var sammenfaldende med en række centrale begivenheden i Palæstina, herunder særligt begivenheder omhandlende landbesiddelser og statsdannelse. Således var det indledningsvis særligt kontroverser vedrørende Palæstinamandatet og, i forlængelse af dette, dannelsen af staten Israel i 1948, som var i centrum for konflikten.
Flere arabiske stater har dog i de senere år sluttet fred med Israel, og anerkendt statens ret til at eksistere – startende med Egypten i 1979. Som følge heraf har den israelsk-arabiske konflikt i de senere år i højere grad omhandlet striden mellem Israel og palæstinenserne, som er en del af den større israelsk-arabiske konflikt. Her har medlemmerne af Den Arabiske Liga – hvoraf Palæstina siden 1976 selv har været et medlem – støttet palæstinenserne i den igangværende konflikt med Israel.
Den israelsk-arabiske konflikt har været genstand og forårsaget flere krige i området, ligesom den har påvirker mellemstatslige relationer i hele verden. Blandt de krige, som konflikten har ført til, hører Den arabisk-israelske krig 1948, som var en direkte konsekvens af, at Israel erklærede sin uafhængighed. Seksdageskrigen, som bl.a. førte til, at Jordan og Egypten tabte henholdsvis Vestbredden og Gaza, hvilket efterfølgende har været midtpunktet for den israelske-palæstinensiske konflikt. Endvidere har konflikten afstedkommet forskellige krige mellem Israel og Libanon, hvilket har været genstand for den bredere israelsk-libanesiske konflikt.
Den arabiske verden har tillige erklæret en boykot mod Israel, og slipper ikke folk med israelske pas ind eller (i mange tilfælde) israelske passtempler i sine lande. Krigen har ledt til, at Mellemøstenkonflikten er begyndt at handle ligeså meget om staten Israels eksistens og den palæstinensiske flygtningesituation i arabiske lande som om blandt andet om områder, som Israel har erobret under krigene. Under Den kolde krig kendetegnedes konflikten til dels ved en ideologisk betinget modsætning mellem USA (som støttede Israel) og Sovjetunionen (som støttede arabiske lande).

## Normalisering mellem Israel, Golfstaterne og Sudan
I november 2017 opstod der en alliance mellem de arabiske stater og Israel mod Iran. Alliancen opstod efter nogen tids varmere relationer mellem Israel og Golfstaterne og aftalen fik bred medieopmærksomhed i forbindelse med en konference i Warszawai februar 2019. Koordineringen finder sted på baggrund af de gensidige regionale sikkerhedsinteresser mellem Israel og sunnimuslimske stater anført af Saudi-Arabien. De arabiske stater inkluderer Saudi-Arabien, De Forenede Arabiske Emirater og Oman.
I februar 2020 mødtes den israelske premierminister Benjamin Netanyahu og formanden for Sudans suverænitetsråd, Abdel Fattah al-Burhan, i Uganda, hvor de begge blev enige om at normalisere båndene mellem de to lande. Senere samme måned fik israelske fly lov til at flyve over Sudan. Dette blev efterfulgt af Abraham-aftalerne, der blev aftalt af Israel og De Forenede Arabiske Emirater (UAE) den 13. august 2020. Traktaten regulerer forholdet mellem de to lande. Samtidig accepterede Israel at suspendere planerne for annektering af Jordan-dalen.
Efterfølgende blev der også indgået en aftale mellem Israel og Bahrain og den 15. september 2020 mødtes ledere fra Israel, De Forenede Arabiske Emirater og Bahrain i det hvide hus i USA for at underskrive aftalerne. 